# Gump – jsme dvojka
Gump – jsme dvojka je český celovečerní film režiséra F. A. Brabce. Scénář napsal Filip Rožek a premiéra proběhla 28. března 2024. Distributorem filmu v ČR je společnost Bioscop. Navazuje na předchozí snímek Gump – pes, který naučil lidi žít z roku 2021.

## Obsazení
- Bolek Polívka
- Richard Krajčo
- Vica Kerekes
- Štěpán Kozub
- Zuzanka Švábková
- Zbigniew Czendlik
- Martina Pártlová
- Karel Roden
- Michaela Andělová
- Patricie Pagáčová
- Ivana Chýlková
- Eva Holubová
- Josef Vojtek
- Olga Lounová
- Anna Šulcová
- Natálie Rožková

## Štáb
- Hudba: Jan Jirásek
- Zvuk: Marek Ronec, Jiří Klenka
- Scénografie: Václav Novák
- Kostýmy: Jaroslava Pecharová
- Produkce: Filip Rožek